# Soveria Mannelli
Soveria Mannelli est une commune de la province de Catanzaro dans la région Calabre en Italie.

## Administration
| Période                                  | Période  | Identité           | Étiquette | Qualité     |
| ---------------------------------------- | -------- | ------------------ | --------- | ----------- |
| 1946                                     | 1949     | Vittorio Cimino    | DC        | médecin     |
| 1949                                     | 1952     | Michele Sirianni   | DC        | instituteur |
| 1952                                     | 1956     | Raffaele Marasco   | DC        | instituteur |
| 1956                                     | 1970     | Domenico Loiacono  | DC        | employé     |
| 1970                                     | 1975     | Pietro Pingitore   | DC        | instituteur |
| 1975                                     | 1980     | Salvatore Pascuzzi | PSI       | avocat      |
| 1980                                     | 1985     | Domenico Loiacono  | DC        | employé     |
| 1985                                     | 2004     | Mario Caligiuri    | DC        | professeur  |
| 2004                                     | 2009     | Leonardo Sirianni  | CdL       | médecin     |
| 2009                                     | 2010     | Mario Caligiuri    | CdL       | professeur  |
| 2010                                     | 2011     | Leonardo Sirianni  | CdL       | médecin     |
| 2011                                     | 2016     | Giuseppe Pascuzzi  | PD        | avocat      |
| 2016                                     | 2021     | Leonardo Sirianni  | CdL       | médecin     |
| 2021                                     | En cours | Michele Chiodo     | PD        | employé     |
| Les données manquantes sont à compléter. |          |                    |           |             |

### Hameaux
Colla, Pirillo, Santa Margherita

### Communes limitrophes
Bianchi, Carlopoli, Colosimi, Decollatura, Gimigliano, Pedivigliano